# Махата, Мануэль
Мануэ́ль Маха́та (нем. Manuel Machata, 18 апреля 1984, Берхтесгаден, Бавария) — немецкий бобслеист, пилот, выступающий за сборную Германии с 2005 года. Чемпион мира и Европы, двукратный обладатель Кубка мира.

## Биография
Мануэль Махата родился 18 апреля 1984 в местечке под названием Рамзау, недалеко от Берхтесгадена, окончил там старшие классы школы. После школы пошёл служить в немецкую армию, где стал членом спортивной группы, целенаправленно начал заниматься бобслеем. В те годы стал чемпионом Германии среди юниоров, как в соревнованиях двоек, так и четвёрок, в 2006 году победил на юношеском чемпионате мира, выступая в роли пилота, привёл свой экипаж из четырёх человек к золотым медалям. В ноябре дебютировал во взрослой сборной, приняв участие в Кубке Европы, пришёл первым на этапе в Кёнигсзее, и в 2007 году — на этапе в Игльсе.
После Олимпиады в Ванкувере карьеру завершил титулованный немецкий пилот Андре Ланге, а кроме того ушёл из спорта Маттиас Хопфнер, пропустивший Игры в Канаде из-за травмы. Таким образом, путь для Махаты в Кубок Мира был открыт. На первых этапах, выступая вместе с разгоняющим Андреасом Бредау, дебютировал очень успешно, выиграл золото в двойках и бронзу в четвёрках. Наиболее успешным в его карьере оказался сезон 2010/11, в ходе которого Махата стал чемпионом мира и Европы, а также взял два Кубка мира, за состязания четвёрок и смешанных команд. На мировом первенстве 2012 года в американском Лейк-Плэсиде выиграл бронзу в четвёрках.
В 2014 году собирается ехать на Олимпийские игры в Сочи.